# Foxe Basin
Foxe Basin er et lavvandet havbassin nord for Hudsonbugten, i Nunavut, Canada, beliggende mellem Baffin Island og Melvillehalvøen. I det meste af året er den blokeret af havis og drivis, der består af flere isflager.
Det næringsrige kolde vand, der findes i bassinet, vides at være særligt gunstigt for fytoplankton, og de mange øer inden for det er vigtige fuglehabitater, for bl.a. sabinemåger og mange typer vadefugle. Grønlandshvaler vandrer til den nordlige del af bassinet hver sommer.
Havbassinet har sit navn efter den engelske opdagelsesrejsende Luke Foxe, der kom ind i den nedre del i 1631.

## Vandveje
Foxe Basin er en bred, overvejende lavvandet sænkning, generelt under end 100 meter i dybden, mens den mod syd når dybder på op til 400 meter forekommer. Tidevandsområdet falder fra 5 meter i sydøst til mindre end 1 meter i nordvest. I det meste af året dominerer landfast is i nord, mens pakis hersker mod syd. Foxe Basin i sig selv er sjældent isfrit før september, og åben drivis er almindelig hele sommeren. Kraftig tidevandsstrøm og kraftige vinde holder isen i konstant bevægelse og bidrager til de mange polynjaer og åbninger langs kysten, som findes i hele regionen. Den samme bevægelse kombineret med det høje sedimentindhold i vandet gør havisen på Foxe Basin mørk og ru, let at skelne fra anden is i det canadiske arktiske øhav.
Foxe Basin er forbundet med Boothiagolfen via det smalle Fury- og Heclastræde og til Hudsonbugten og Hudson-strædet via den brede Foxekanalen . Det er også forbundet til Repulse Bay og Roes Welcome Sound via Frozen Strait .

## Kysten
Terrænet er stenet og robust i den sydlige halvdel af regionen og generelt lavtliggende i nord. Der findes høje klipper i den sydlige del af regionen, hvor de fleste havfugle yngler. Sumpet marsk og tidevandsvader på op til 6,5 km i bredden findes i det store lavlandsafsnit i det østlige Foxe Basin såvel som i bugterne på Southampton Island .

## Dyreliv
Dette er et af de mindre kendte områder i det canadiske arktiske område, selvom det viser sig at have en rig biodiversitet. De mange polynjas i det nordlige Foxe Basin understøtter høj tæthed af remmesæler og den største hvalrosbestand i Canada (over 6.000 individer). Ringsæl og isbjørn er almindelige, med North Southampton Island som et af de områder i Canada med den højeste tæthed af isbjørne.
Dette område er også en vigtigt sommerboplads område for grønlandshval, hvidhval og narhvaler . Både grønlandshvaler og hvidhvaler overvintrer i farvandene i det nordøstlige Hudsonbugten. grønlandshval var de eneste kendte bardehvaler, der fandtes i Hudson Bay, men for nylig bekræftes det, at nogle andre arter af hvaler, såsom pukkel- og vågehvaler, også vandrer ud i farvandene.
Regionen har den største nordamerikanske bestand af sabinemåge, og mere end 20.000 par yngler her. Der er også et moderat antal tejst, havterner og amerikansk gråmåge og ismåge her. Great Plain of the Koukdjuak (en) på Baffin Island er verdens største ynglekoloni for gås nesting koloni, med op mod 1,5 millioner fugle, 75 procent af dem er sne gæs og resten canada- og knortegæs. Strandfugle og ænder findes også i stort tal. Flere hundrede tusind polarlomvier yngler på klipperne i Digges Sound og Coats Island mod syd.